# Tinaegeria fasciata
Tinaegeria fasciata är en fjärilsart som beskrevs av Walker 1856. Tinaegeria fasciata ingår i släktet Tinaegeria och familjen plattmalar. Inga underarter finns listade i Catalogue of Life.